# Фрио, Бернар
Бернар Фрио́ (фр. Bernard Friot; род. 5 марта 1951, Сен-Пиа) — французский писатель, поэт и переводчик. Известен как автор рассказов для детей.

## Биография и творчество
Бернар Фрио родился 5 марта 1951 года в Сен-Пиа близ Шартра. Получив степень агреже по филологии, преподавал в коллеже, лицее и нормальной школе. На протяжении четырёх лет возглавлял Бюро детской книги (Büro für Jugendbücher) во Франкфурте. Вернувшись во Францию, посвятил себя литературному творчеству и переводу детской и юношеской литературы с немецкого и итальянского языков.
Бернар Фрио — автор около полусотни прозаических и поэтических книг. В первую очередь он известен как мастер короткого рассказа. Работая в школе, Фрио придумывал со своими учениками небольшие тексты, которые впоследствии легли в основу нескольких сборников «Нетерпеливых историй» и «Минутных историй» («Histoires pressées» и «Histoires minute»). Лаконичные, парадоксальные, абсурдистские, они представляют «перевёрнутый мир» глазами ребёнка. Сам Фрио считает условным деление литературы на «детскую» и «взрослую» и пишет «для людей всех возрастов и всех наций». Экспериментируя с жанрами и художественными приёмами, он, по его собственным словам, «на крохотном пространстве короткой истории» приучает ребёнка к литературному разнообразию и стремится воспитать в нём готовность читать всё, «без оглядки на какую-либо иерархию».
Фрио называет себя «популярным писателем», пишущим для тех, кому трудно научиться читать и полюбить литературу, а также «писателем публичным», для которого чрезвычайно важны встречи с читателями. Его книги переведены на многие языки включая русский (переводчик Ася Петрова). Короткие рассказы Фрио нередко адаптируются для театральной сцены: по ним ставятся спектакли во Франции и других странах. По некоторым были сняты короткометражные фильмы.
Бернар Фрио — лауреат ряда литературных премий, в том числе премии Шарля Перро за литературную критику (2002) и итальянской премии Андерсена (2009). Неоднократно номинировался на премию Астрид Линдгрен.